# Olufom
Olufom (em iorubá: olúfọn) é o título do obá (rei) das cidades de Ifom Oxum e Ifom Omima, respectivamente nos estados de Oxum e Ondó, na Nigéria.